# MTV Hits
MTV Hits – brytyjski kanał muzyczny nadawany m.in. w polskich sieciach kablowych i satelitarnych, grający aktualne przeboje. Wystartował 1 maja 2001 r., zastępując MTV Extra. Należy do grupy Paramount Networks EMEAA.
MTV Hits emituje nowości muzyczne oraz przeboje ostatnich lat z gatunków pop, dance, rock i R&B. W MTV Hits telewidz znajdzie wszystkie przeboje, które aktualnie są na topie.
Kanał został zamknięty 14 kwietnia 2025 r. i zastąpiony przez Club MTV w Wielkiej Brytanii.
W lipcu 2025 roku Paramount Global poinformował o planowanym zakończeniu nadawania kanału pod koniec 2025 roku.